# Гугутианткари
Гугутианткари (груз. გუგუტიანთკარი) — село в Грузии, на территории Горийского муниципалитета края (мхаре) Шида-Картли.

## География
Село находится в центральной части Грузии, к востоку от реки Малая Лиахви, на расстоянии приблизительно 23 километров (по прямой) к северу от города Гори, административного центра муниципалитета. Абсолютная высота — 921 метр над уровнем моря.

## Население
По результатам официальной переписи населения 2014 года в Гугутианткари проживало 144 человека (71 мужчина и 73 женщины). В национальной структуре населения грузины составляли 98,6 %, осетины — 1,4 %.
| Год  | Население, человек |
| ---- | ------------------ |
| 2002 | 228                |
| 2014 | ↘ 144              |